# Khera Kalan
Khera Kalan es una ciudad censal situada en el distrito de Delhi noroeste,  en el territorio de la capital nacional,  Delhi (India). Su población es de 8252 habitantes (2011). 

## Demografía
Según el censo de 2011 la población de Khera Kalan era de 8252 habitantes, de los cuales 4397 eran hombres y 3855 eran mujeres. Khera Kalan tiene una tasa media de alfabetización del 87,48%, superior a la media estatal del 86,21%: la alfabetización masculina es del 94,16%, y la alfabetización femenina del 79,84%.